# Wagenhart
Der Wagenhart ist ein bis 698 m ü. NHN hoher, bewaldeter Höhenzug in Oberschwaben bei Bad Saulgau in den Landkreisen Ravensburg und Sigmaringen in Baden-Württemberg.

## Geographie

### Lage
Der Wagenhart liegt im Ortsdreieck von Bad Saulgau im Norden, Altshausen im Südosten und Ostrach im Südwesten. In Form eines langgestreckten Bogens in den Gemeindegebieten von Bad Saulgau und Ostrach (Landkreis Sigmaringen) und Hoßkirch (Landkreis Ravensburg) gelegen ist seine höchste Erhebung (698 m) eine namenlose Bergkuppe beim Hoßkircher Ortsteil Hüttenreute.

### Naturräumliche Zuordnung
Das Kerngebiet des Wagenhart ist eine Altmoränenplatte. Es gehört in der naturräumlichen Haupteinheitengruppe Donau-Iller-Lech-Platte (Nr. 04), in der Haupteinheit Donau-Ablach-Platten (040) und in der Untereinheit Saulgauer Altmoränenplatten (040.2) zum Naturraum Fulgenstädter Platten (040.24).
Die höchsten Erhebungen des Höhenzuges liegen indes auf den Jungendmoränen seines Südrandes, der innerhalb der Haupteinheitengruppe Subalpines Jungmoränenland (03) und der Haupteinheit Oberschwäbisches Hügelland (032) den Naturraum Jungendmoränen des Wagenhart (nach abweichender Nummerierung auf Blatt Lindau der Westteil von 030.23) bzw., Bezeichnung auf dem nur Randteile beherbergenden Blatt Ulm, Saulgauer Endmoränengebiet (032.10) bildet.
Die Grenze der beiden naturräumlichen Großregionen verläuft über den Wagenhart etwa in Nordost-Südwest-Richtung, jeweils nah dem Südrand.

### Erhebungen
Zu den Erhebungen des Wagenhart gehören – sortiert nach Höhe in Meter (m) über Normalhöhennull (NHN):
- namenlose Kuppe (698 m), 500 m nordnordwestlich von Hüttenreute – Jungendmoräne
- namenlose Kuppe auf dem Rücken Frankenbuch (697,8 m), 500 m östlich von Heratskirch – Jungendmoräne
- namenlose Kuppe (693 m), direkt nördlich von Hoßkirch – Jungendmoräne
- namenlose Kuppe (686,9 m), gut 1 km nordnordöstlich von Hüttenreute – Jungendmoräne
- namenlose Kuppe (682,4 m), direkt westlich von Heratskirch – Jungendmoräne[6]
- namenlose Kuppe (663,3 m), 1,5 km östlich von Ostrach – Jungendmoräne[6]
- namenlose Kuppe (655,9 m), 1 km ostsüdöstlich von Bolstern – Altmoräne

### Rhein-Donau-Wasserscheide
Über den Wagenhart verläuft als Teil der Europäischen Hauptwasserscheide die Rhein-Donau-Wasserscheide im Abschnitt Ostrach–Bad Saulgau. Zum Beispiel fließt das Wasser des Seebachs, der südlich des Höhenzugs westnordwestwärts verläuft, durch die sich nach Norden wendende Ostrach und die Donau zum Schwarzen Meer. Dem entgegen wendet sich jenes des südlich vom Höhenzug anfangs nach Osten fließenden Riedgrabens, dem Oberlauf des Mühlbachs, durch die Hühler Ach, die Booser Ach und die nach Süden gerichtete Schussen in den Bodensee, damit in den Rhein und schließlich in die Nordsee.

## Verkehrsanbindung
Etwas östlich vorbei am Wagenhart führt im Abschnitt Bad Saulgau–Altshausen die Bundesstraße 32, von der Landes- und Kreisstraßen zu der Waldlandschaft führen. Nordwestlich vorbei am Höhenzug führt im Rahmen der von der B 32 abzweigenden L 280, die vier Nordausläufer durchschneidet bzw. tangiert, der Abschnitt Bad Saulgau–Tafertsweiler (Gemeindeteil von Ostrach) der Westroute der Oberschwäbischen Barockstraße. Südlich des Wagenharts verbindet die L 286 Altshausen mit Ostrach. Sonst führen lediglich Forst- und Wirtschaftsstraßen durch den Höhenzug.
Die Bahnstrecke Altshausen–Schwackenreute, die im Abschnitt Altshausen–Pfullendorf nach der Stilllegung von 2004 im Sommer 2009 reaktiviert wurde, führt südlich am Wagenhart vorbei.